# NASCAR Grand National Series 1954
De NASCAR Grand National Series 1954 was het zesde seizoen van het belangrijkste NASCAR kampioenschap dat in de Verenigde Staten gehouden wordt. Het seizoen startte op 7 februari op de Palm Beach Speedway in West Palm Beach en eindigde op 24 oktober op de North Wilkesboro Speedway. Lee Petty won het kampioenschap.

## Races
Top drie resultaten.
| '  | Datum  | Race              | Circuit                         | Winnaar         | Tweede          | Derde           |
| 1  | 7-feb  | Race 1            | Palm Beach Speedway             | Herb Thomas     | Buck Baker      | Lee Petty       |
| 2  | 21-feb | Race 2            | Daytona Beach & Road Course     | Lee Petty       | Buck Baker      | Curtis Turner   |
| 3  | 7-mrt  | Race 3            | Speedway Park                   | Herb Thomas     | Fonty Flock     | Lee Petty       |
| 4  | 21-mrt | Race 4            | Lakewood Speedway               | Herb Thomas     | Buck Baker      | Dick Rathmann   |
| 5  | 28-mrt | Race 5            | Oglethorpe Speedway             | Al Keller       | Buck Baker      | Gober Sosebee   |
| 6  | 28-mrt | Race 6            | Oakland Stadium                 | Dick Rathmann   | Marvin Panch    | John Soares     |
| 7  | 4-apr  | Wilkes County 160 | North Wilkesboro Speedway       | Dick Rathmann   | Herb Thomas     | Joe Eubanks     |
| 8  | 18-apr | Race 8            | Occoneechee Speedway            | Herb Thomas     | Donald Thomas   | Buck Baker      |
| 9  | 25-apr | Race 9            | Central City Speedway           | Gober Sosebee   | Dick Rathmann   | Jim Paschal     |
| 10 | 2-mei  | Race 10           | Langhorne Speedway              | Herb Thomas     | Al Keller       | Dick Rathmann   |
| 11 | 9-mei  | Race 11           | Wilson Speedway                 | Buck Baker      | Al Keller       | Ralph Liguori   |
| 12 | 16-mei | Race 12           | Martinsville Speedway           | Jim Paschal     | Lee Petty       | Curtis Turner   |
| 13 | 23-mei | Race 13           | Sharon Speedway                 | Lee Petty       | Buck Baker      | Dick Rathmann   |
| 14 | 29-mei | Raleigh 250       | Raleigh Speedway                | Herb Thomas     | Dick Rathmann   | Hershel McGriff |
| 15 | 30-mei | Race 15           | Charlotte Speedway              | Buck Baker      | Lee Petty       | Joe Eubanks     |
| 16 | 30-mei | Race 16           | Carrell Speedway                | John Soares     | Jim Dane        | Danny Letner    |
| 17 | 6-jun  | Race 17           | Columbia Speedway               | Curtis Turner   | Hershel McGriff | Dick Rathmann   |
| 18 | 13-jun | Race 18           | Linden Airport                  | Al Keller       | Joe Eubanks     | Buck Baker      |
| 19 | 19-jun | Race 19           | Hickory Motor Speedway          | Herb Thomas     | Lee Petty       | Buck Baker      |
| 20 | 25-jun | Race 20           | Monroe County Fairgrounds       | Lee Petty       | Herb Thomas     | Dick Rathmann   |
| 21 | 27-jun | Race 21           | Williams Grove Speedway         | Herb Thomas     | Dick Rathmann   | Hershel McGriff |
| 22 | 3-jul  | Race 22           | Piedmont Interstate Fairgrounds | Herb Thomas     | Jimmie Lewallen | Lee Petty       |
| 23 | 4-jul  | Race 23           | Asheville-Weaverville Speedway  | Herb Thomas     | Jimmie Lewallen | Dick Rathmann   |
| 24 | 10-jul | Race 24           | Santa Fe Speedway               | Dick Rathmann   | Herb Thomas     | Hershel McGriff |
| 25 | 11-jul | Race 25           | Grand River Speedrome           | Lee Petty       | Buck Baker      | Dick Rathmann   |
| 26 | 30-jul | Race 26           | Morristown Speedway             | Buck Baker      | Herb Thomas     | Hershel McGriff |
| 27 | 1-aug  | Race 27           | Oakland Stadium                 | Danny Letner    | Marvin Panch    | Allen Adkins    |
| 28 | 13-aug | Race 28           | Southern States Fairgrounds     | Lee Petty       | Dick Rathmann   | Bob Welborn     |
| 29 | 22-aug | Race 29           | Bay Meadows Speedway            | Hershel McGriff | Bill Amick      | Dick Rathmann   |
| 30 | 29-aug | Race 30           | Corbin Speedway                 | Lee Petty       | Hershel McGriff | Buck Baker      |
| 31 | 6-sep  | Southern 500      | Darlington Raceway              | Herb Thomas     | Curtis Turner   | Marvin Panch    |
| 32 | 12-sep | Race 32           | Central City Speedway           | Hershel McGriff | Tim Flock       | Lee Petty       |
| 33 | 24-sep | Race 33           | Southern States Fairgrounds     | Hershel McGriff | Lee Petty       | Buck Baker      |
| 34 | 26-sep | Race 34           | Langhorne Speedway              | Herb Thomas     | Lee Petty       | Hershel McGriff |
| 35 | 10-okt | Mid-South 250     | Memphis-Arkansas Speedway       | Buck Baker      | Dick Rathmann   | Lee Petty       |
| 36 | 17-okt | Race 36           | Martinsville Speedway           | Lee Petty       | Hershel McGriff | Buck Baker      |
| 37 | 24-okt | Wilkes 160        | North Wilkesboro Speedway       | Hershel McGriff | Buck Baker      | Herb Thomas     |

## Eindstand - Top 10
| 1  | Lee Petty       | 8649 |
| 2  | Herb Thomas     | 8366 |
| 3  | Buck Baker      | 6893 |
| 4  | Dick Rathmann   | 6760 |
| 5  | Joe Eubanks     | 5467 |
| 6  | Hershel McGriff | 5137 |
| 7  | Jim Paschal     | 3903 |
| 8  | Jimmie Lewallen | 3233 |
| 9  | Curtis Turner   | 2994 |
| 10 | Ralph Liguori   | 2905 |